# Zamoście (województwo łódzkie)
Zamoście – wieś w Polsce, położona w województwie łódzkim, w powiecie pajęczańskim, w gminie Strzelce Wielkie.
| SIMC    | Nazwa     | Rodzaj     |
| ------- | --------- | ---------- |
| 0146130 | Pod Lasem | przysiółek |
| 0146123 | Za Górą   | część wsi  |

Do 1954 roku istniała gmina Zamoście. W latach 1975–1998 miejscowość administracyjnie należała do województwa częstochowskiego.
Urodził się tu 1 grudnia 1886 Lucjan Kazimierz Stokowski – major piechoty Wojska Polskiego, kawaler Orderu Virtuti Militari, ofiara zbrodni katyńskiej.